# Danijel Kovačič
Danijel Kovačič, hrvaško-nemški hokejist, * 3. julij 1987, Rosenheim, Nemčija.
Trenutno igra za nemški klub Löwen Frankfurte. Je nekdanji član mladinske hokejske reprezentance. Z nemško mladinsko reprezentanco je sodeloval tudi na Mladinskem svetovnem prvenstvu v hokeju na ledu (U-18) leta 2005.